# Einmal Sohn, immer Sohn
Einmal Sohn, immer Sohn ist eine deutsche Filmkomödie aus dem Jahr 2018. In den Hauptrollen spielen Christiane Hörbiger und Sebastian Bezzel Mutter und Sohn, deren Beziehung zerrütteter nicht sein könnte und die im Lauf des Films erst wieder zueinander finden müssen.

## Handlung
Lilo Maertens, eine Ikone der Frauenbewegung und Herausgeberin eines feministischen Magazins, feiert demnächst ihren 80. Geburtstag. Zu ihrem Sohn Ruben und seiner Familie hat sie fast gar keinen Kontakt, zu ihrer künftigen Nachfolgerin, Chefredakteurin Angela, ist die dominante Lilo zumeist schroff und behandelt sie wie eine Assistentin. Als sich Lilo noch schnell einer Augenoperation unterzieht, hat dies zur Folge, dass sie für einige Zeit nichts sehen kann und so auf Hilfe angewiesen sein wird. Angela muss sich ums Magazin kümmern und gibt Lilo kurzerhand bei Ruben im Büro ab.
Ruben ist Architekt und hat beruflich gerade viel um die Ohren. Er ist zwar in die Endauswahl für ein prestigeträchtiges Brückenprojekt gekommen, doch die zusätzliche Finanzierung dafür steht noch nicht. Zu seinem Entsetzen zerstört Lilo, als sie ihm "ausgehändigt" wird, das Modell der Brücke. 
Doch da sich sonst niemand um seine Mutter kümmern kann, muss er sie schließlich bei sich im Haus aufnehmen. Einzig Sohn Finn ist vom Besuch der Oma angetan, Ehefrau Jutta hingegen passt dies gar nicht. Lilo werfe ihr seit jeher vor, den Beruf für die Familie geopfert zu haben. Auch jetzt mischt sich Lilo in alles ein und deckt mit ihren journalistischen Fähigkeiten die grundlegenden Probleme der Familienmitglieder und ihrer Beziehungen auf. Dass sich Jutta wiederholt mit einem früheren Studienfreund trifft, hat nichts mit einer vermuteten Affäre zu tun, sondern mit einer Möglichkeit, sich beruflich fortzubilden und ihren Abschluss nachzuholen. Da Ruben seiner Frau die beruflichen Probleme verschwiegen hat, zieht Jutta vorerst aus.
Lilo bekommt immer mehr mit, was ihre Mitmenschen all die Jahre von ihr gedacht haben. Laut Angela ist die Bezeichnung „Hexe“ noch die netteste Formulierung. Lilo versucht ihren Sohn über ihre Beziehungen finanziell zu unterstützen, doch Ruben zerstört in Wut darüber das gerade neu aufgebaute Modell der Brücke. Lilo versucht nach und nach sich mit denjenigen Menschen zu versöhnen, die jahrelang unter ihr gelitten haben: Angela, Jutta und Ruben. 
Finn gelingt es, seine Eltern bei seiner Schulaufführung von Romeo und Julia wieder zu versöhnen. Ruben gewinnt völlig unerwartet die Ausschreibung, auch ohne Modell – Rubens Assistent hat der Kommission mitgeteilt, es wäre beim Transport zerstört worden. Bei der Preisverleihung kommt es zu einem für alle versöhnlichen Abschluss. Lilo hat mittlerweile wieder eine Beziehung zu einer früheren Liebe aufgebaut.

## Produktion
Der Film wurde in der Zeit vom 27. Februar 2018 bis zum 28. März 2018 in Hamburg und Umgebung gedreht.

## Rezeption

### Kritiken
Das Lexikon des internationalen Films vergibt 2 von 5 Sternen und schreibt folgendes über den Film: „Leichte, harmoniebetonte (Fernseh-)Komödie, deren Konflikte im bescheidenen Rahmen sich ohne sonderliche Schwierigkeiten auflösen. Die guten Schauspieler tragen dennoch einige reizvolle Nuancen in den Film hinein.“
Rainer Tittelbach sieht den Film Einmal Sohn, immer Sohn hingegen positiver und vergibt bei tittelbach.tv insgesamt 4 von 6 Sternen. Der schwere Kern des Films würde leicht verpackt. Der Film habe keinen faden Beigeschmack und die Zuschauer würden mit einem Wohlfühlende belohnt. Sein Fazit lautet: „Die Degeto-Komödie ist psychologisch stimmig, das Personal angenehm überschaubar, die Besetzung sehr treffend und das Spiel durchaus nuancenreich. So kann man darüber hinwegsehen, dass die Probleme nicht vertieft werden und die Dramaturgie sehr vorhersehbar ist.“

### Einschaltquoten
Die Fernsehausstrahlung im Ersten am 12. Oktober 2018 sahen 4,58 Millionen Zuschauer, was einen Marktanteil von 16,0 % bedeutete. Die Wiederholung am 1. August 2020 sahen 3,10 Millionen Zuschauer (14,2 %).